# Charles Avery (Kunsthistoriker)
Charles Avery (* 1940) ist ein Kunsthistoriker und Experte für italienische Skulpturen der Renaissance, des Manierismus und des Barock.

## Leben
Charles Avery studierte an der University of Cambridge sowie bis 1965 am Courtauld Institute of Art in London. Zu seinen Lehrern zählten unter anderem Michael Jaffé (1923–1997) und Anthony Blunt. Von 1965 an hatte Avery unter John Pope-Hennessy (1913–1994) die Stelle eines Kurators (Deputy Keeper of Sculpture) am Victoria and Albert Museum inne, bis er 1979 zum Leiter der Skulpturenabteilung (Director of Sculpture) des renommierten Auktionshauses Christie’s ernannt wurde. Seit seinem 1990 erfolgten Rücktritt ist Avery selbstständiger Kunsthistoriker.
Er ist Verfasser mehrere Standardwerke zur frühneuzeitlichen Skulptur, darunter drei umfangreicher Monographien, die sich als Catalogue raisonné dem jeweiligen Gesamtwerk von Benvenuto Cellini, Giambologna und Gian Lorenzo Bernini widmen. Avery verantwortete darüber hinaus zahlreiche Kataloge zu den Skulpturensammlungen mehrerer renommierter Museen und kuratierte zahlreiche Ausstellungen.

## Der Skandal um GiambolognasFata Morgana
Im September 1989 wurde Charles Avery eine Marmorfigur zur Begutachtung vorgelegt, die er in seinem Gutachten für Christie's als minderwertige Gartenskulptur des 18. Jahrhunderts einschätzte und entsprechend niedrig taxierte. Er selbst bot bei der anschließenden Auktion 5.200 US-Dollar auf das Stück, das allerdings zuletzt für den aufsehenerregenden Preis von 1.140.000 US-Dollar von den Kunsthändlern Patricia und Alex Wengraf ersteigert wurde. Nach einer Restaurierung wurde die Skulptur schließlich erneut für 11.200.000 US-Dollar als Werk Giambolognas angeboten und mit einer Figur identifiziert, die ursprünglich den Brunnen einer Villa Bernardo Vecchiettis bei Fiesole geschmückt hatte. Avery selbst hatte bereits 1983 entsprechende Dokumente publiziert, die nachwiesen, dass Giambologna eine (bis dahin als verschollen geglaubte) Skulptur dieses Themas angefertigt hatte. Trotz einiger bestehender Zweifel ist die Zuschreibung der Fata Morgana an Giambologna heute weitestgehend akzeptiert.
Die Rolle von Avery wurde bei Bekanntwerden seines Mitbietens in der Kunstwelt und der Presse kontrovers diskutiert, da vermutet wurde, er habe die Skulptur tatsächlich als Werk Giambolognas erkannt, sie jedoch durch das Verschleiern der Autorschaft des berühmten Bildhauers zu einem niedrigen Preis selbst erwerben wollen. Christie’s nahm den Kunsthistoriker in Schutz und verurteilte jegliche Zweifel an seiner Integrität. Averys offizielle Haltung vor der Auktion und im Rahmen seiner Rechtfertigung nach dem Verkauf, die Statue sei kein Werk Giambolognas, führte hingegen zu Kritik an der fachlichen Eignung des Skulpturenspezialisten. Im März 1990 trat Avery schließlich bei Christie’s zurück und nahm seitdem in keiner Institution mehr eine Leitungsposition wahr.

## Werke (in Auswahl)
- Michelangelo. 2 Bde., Fabbri, Mailand 1968.
- Florentine Renaissance Sculpture. Murray, London 1970.
- Giambologna. Sculptor to the Medici 1529–1608. Edinburgh 1978 (gemeinsam mit Anthony Radcliffe).
- L'opera completa del Cellini. Rizzoli, Mailand 1981 (gemeinsam mit Susanna Barbaglia)
- Studies in European Sculpture. 2 Bde., London 1981–1988.
- Giambologna. The Complete Sculpture. Phaidon, London 1987.
- Baroque Sculpture and Medals in the Art Gallery of Ontario. The Margaret and Ian Ross Collection. Cliff & Walters Litho, Toronto 1988.
- Renaissance and Baroque Bronzes in the Frick Art Museum. Pittsburgh 1993.
- Donatello. An Introduction. Murray, London 1994.
- Bernini. Genius of the Baroque. Thames & Hudson, London 1997.
- The Triumph of Motion. Francesco Bertos (1678–1741) and the Art of Sculpture. Catalogue Raisonné. Allemand, Turin 2008.
- The School of Dolplhins. London: Thames & Hudson 2009. ISBN 0-500-23861-8